# Селянська Росія — Робітнича Селянська Партія
Селянська Росія — Робітнича Селянська Партія (рос. Крестьянская Россия – Трудовая Крестьянская Партия) — російська еміграційна політична організація, що діяла в період між двома світовими війнами.

## Історія
Заснована в Празі 1921 року з ініціативи колишнього члена верхівки партії Соціалістів-революціонерів Сергія Маслова як Селянська Росія. 1927 року перетворена на політичну партію під назвою Селянська Росія — Робітнича Селянська Партія. До її засновників — окрім Сергія Маслова (генерального секретаря) — належали інші колишні есери Андрій Аргунов, Василь Бутєнко, Альфред Бем. Формальне керівництво здійснював Андрій Аргунов, але фактичним лідером був дуже активний Сергій Маслов. Відділи угруповання, окрім Чехословаччини, організовано в Польщі, Югославії, прибалтійських державах і на Далекому Сході. До 1930 року з'явилися 22 закордонні групи і 10 прикордонних пунктів зв'язку з територією СРСР, локалізованих в 6 краях. Друкованими органами були «Вестник Крестьянской России», 1933 року перейменований на «Знамя России» i «Крестьянская Россия». До програмових засад організації належало повалення більшовицької влади, яка фактично не представляла інтересів російського селянства, з метою встановлення демократичної влади. Головна роль в майбутній Росії відводилася селянству. Це мало призвести до виходу селян зі злиднів і невігластва. Однією з головних цілей Сергія Маслова було перенесення діяльності партії на територію СРСР, щоб повалювалити більшовицьку владу зсередини. Припинила свою діяльність у 1939 році.
У 1930-х роках радянські репресивні органи сфабрикували «Справу Робітничої селянської партії» для знищення Правої опозиції Всесоюзної комуністичної партії (більшовиків).